# Pristis clavata
Espèce
Répartition géographique
Statut de conservation UICN

EN : En danger
Statut CITES
Pristis clavata est une espèce de poissons de la famille des Pristidae vivant dans les eaux australiennes. Étymologiquement, le mot Pristis provient du grec et signifie « scie » tandis que le nom clavata provient du mot latin clava qui signifie « club ».

## Histoire
Pristis clavata a été décrit pour la première fois en 1906 par Samuel Garman, anatomiste et premier conservateur officiel des poissons, des amphibiens et de reptiles au Museum of Comparative Zoology de Harvard. Garman a ensuite illustré ce spécimen dans sa monographie The Plagiostomia en 1913, donnant ainsi à cette espèce le nom scientifique Pristis clavata Garman 1906.

## Description
Pristis clavata peut atteindre une taille de maximum 318 cm, ce qui est une taille inférieure à celles des autres espèces du genre Pristis,,,,. À la naissance, les jeunes mesurent de 60 à 81 cm et les mâles atteignent la maturité entre 255 et 260 cm,,.
L’âge maximum répertorié est de 34 ans pour un spécimen du golfe de Carpentarie en Australie,. Cependant, des scientifiques estiment que l’espèce pourrait atteindre un âge maximum de 80 ans et une longueur de 5 m. L’âge approximatif de la maturité de l’espèce se situe entre 8 et 10 ans.
Pristis clavata possède un corps en forme de torpille qui rappelle un requin avec une peau présentant des denticules. Sa tête est aplatie ventralement avec la bouche et les fentes branchiales situées en dessous de celle-ci. Les narines sont larges avec de grands volets nasaux et sont situées derrière les yeux, positionnés sur la face dorsale de la tête,,,,,. Les nageoires pectorales sont triangulaires avec des bases larges tandis que les nageoires dorsales sont hautes et pointues. La première nageoire dorsale est située directement au-dessus, ou légèrement en arrière, de l'origine des nageoires pelviennes et la nageoire caudale n’a pas de lobe inférieur distinct,,,.
Le museau est large et plat, et est allongé en un rostre possédant entre 18 et 22 paires de dents rostrales régulièrement espacées. Ces dents sont minces et présentent une rainure le long des marges postérieures jusqu’à sa confluence avec le rostre. Cette rainure ne se développe qu’à l’âge adulte,,,,. Les denticules dermiques sont plats avec une couronne arrondie. Ces denticules sont plus allongés et convexes sur la partie postérieure du corps tandis qu’ils sont plus petits sur la partie ventrale. Le sexe ne peut être déterminé par le nombre de dents contrairement à l’espèce du même genre, Pristis microdon,.
Ce poisson est généralement brun verdâtre, ou occasionnellement brun jaunâtre, sur sa surface dorsale, et possède une couleur blanche ou jaune ventralement. Les nageoires sont souvent d’une couleur plus claire que la surface dorsale contrairement à la tête qui est plus foncée,,,,,.

## Répartition et habitat

### Répartition
Historiquement, la distribution de Pristis clavata s’étendait dans tout l'océan Pacifique indo-occidental, près des pays de la Nouvelle-Guinée, l'Indonésie, la Malaisie ou encore les Philippines et l'Australie,,,.
Actuellement, sa distribution ne s’étend plus qu’à la partie Nord de l’Australie en partant de la Côte de Pilbara dans le nord de l'État de l'Australie-Occidentale jusque sur les côtes de la ville de Cairns dans le Queensland, en passant par le Golfe de Carpentarie et la péninsule du cap York. On peut aussi retrouver cette espèce dans les rivières qui jalonnent le Nord de l’Australie comme South Alligator Rivers et Buffalo Creek dans l’État du Territoire du Nord ou encore la rivière Pentecost en Australie occidentale,,,,,.

### Habitat
L’habitat de cette espèce est limité aux eaux saumâtres et salées jusqu’à 41,1 ppt et ayant une profondeur allant de 1 à 20 m. On n’en retrouve pas dans les eaux purement douces comme l’espèce Pristis microdon,,,.
Pristis clavata se trouve principalement dans les zones côtières et estuaires australiens, mais on peut aussi le trouver dans les rivières saumâtres proches de la côte, les vasières à marée, les baies ou les forêts de mangroves inondées,,,,.
Les habitats estuariens sont utilisés comme les zones de nurserie par Pristis clavata dont les juvéniles immatures vont y rester jusqu’à l’âge de 3 ans,,. Pour les adultes, ce sont les environnements marins proches de quelques kilomètres de la côte qui sont privilégiés. La distance maximum par rapport à la côte reste inconnue,.
Pristis clavata est souvent retrouvé sur les plateaux limoneux-sableux avec une faible couverture d'algues et de macrophytes, de faibles niveaux de détritus et le moins de gros débris ligneux possible.

## Écologie et comportement

### Comportement
Pristis clavata adulte migre de façon saisonnière avec généralement comme point d’origine les bassins estuariens. Cette espèce est qualifiée d'amphidrome, c’est-à-dire qu'elle se déplace des eaux fluviales vers la mer et inversement. Ces déplacements sont liés à l’afflux d’eau douce ainsi qu’à la salinité de l’eau mais elle peut également se déplacer dans la direction des courants de marée,,,.
Les déplacements vers l’amont des estuaires (vers les rivières) ont lieu pendant la saison sèche quand le débit de l’eau douce est faible et que la salinité et la température augmentent. Inversement, les déplacements vers l’aval des estuaires (vers les eaux océaniques) se déroulent lors de la saison humide, aussi appelée la saison des pluies, quand le débit d’eau douce augmente et que la salinité diminue.
Cette espèce est capable d’évoluer dans une large gamme de salinité (entre 1 et 41 ppt). Cependant, des changements rapides de salinité peuvent affecter directement ou indirectement Pristis clavata sur le plan physiologique. D’une part, cela représente un coût métabolique pour les individus qui doivent maintenir l'osmolarité mais également une adaptation nécessaire à la modification de la flottabilité et de la nage. D’autre part, la salinité peut avoir un impact sur le déplacement des proies.
En plus des migrations horizontales, Pristis clavata pratique la migration verticale diurne. Les zones moins profondes étant privilégiées pendant la journée afin de se réfugier et se protéger des prédateurs, tandis que les zones plus profondes le sont quelques heures en matinée pour la recherche de nourriture,.
Les juvéniles se réfugient dans les habitats fluviaux ou côtiers peu profonds pour échapper à leurs prédateurs, puis, à l’âge adulte, migrent vers des habitats marins plus profonds.

### Alimentation
Pour s’alimenter, Pristis clavata utilise son rostre dans un mouvement d’entailles latérales afin de remuer et déloger les invertébrés du substrat des fonds marins,.
De plus, le rostre va aussi permettre d’étourdir, assommer et tuer des poissons se retrouvant dans des bancs de poissons,,.
Le régime alimentaire de cette espèce est principalement constitué de poissons osseux comme le Mullet Popeye (Rhinomugil nasutus), abondant dans les bassins estuariens à la fin de la saison sèche, et de crustacés comme les crevettes du genre Macrobrachium,,,,,.

### Reproduction
Pristis clavata est une espèce de poissons à viviparité aplacentaire qui signifie que les œufs éclosent et se développent à l’intérieur du corps de la femelle. Les petits vont se nourrir du sac vitellin qui fournira de l’énergie in utero avant la naissance,,,.
Les jeunes naissent avec une taille d’environ 65 cm et avec la tête qui sort en première tandis que le rostre est recouvert d’une gaine de tissu jusqu’après la naissance pour ne pas blesser la mère,.
La mise à bas se déroule durant la saison humide (novembre à mars) jusqu’au début de la saison sèche en mai en Australie,. La femelle atteint sa maturité aux alentours de ses 8 ans et donne naissance à douze petits par an. Les jeunes vivent dans les eaux estuariennes pendant les trois premières années de leur existence.

### Respiration
Pristis clavata a la possibilité de respirer lorsqu’il est allongé sur le fond marin. Pour ce faire, il aspire de l’eau dans ses branchies à travers de grands trous derrière chaque œil, appelés spiracles, sur la face ventrale de l’animal.

## Pristis clavataet l'Homme

### Statut
Actuellement, l’espèce Pristis clavata n’est plus présente que sur les côtes australiennes. Son étendue d’occurrence a fortement diminué de plus de 70% et est considérée comme éteinte dans les autres régions.
La liste rouge des espèces menacées de l’Union internationale pour la conservation de la nature et des ressources naturelles (UICN) a classé cette espèce dans la catégorie « En danger » en raison de sa rareté croissante.

### Menaces
Les menaces principales auxquelles Pristis clavata est confronté sont la pollution et la dégradation de son habitat. En effet, cette espèce a besoin d’habitats particuliers lors des différents stades de son développement comme les rivières, les estuaires ou la côte. Des aménagements côtiers et fluviaux vont donc former des barrages les empêchant de migrer vers ces habitats indispensables ou encore modifier la structure de ces lieux.
La deuxième menace est la prise accidentelle, quelle soit commerciale ou récréative, lors de la pêche au filet maillant et au chalut. Ces pêches ciblent de base les espèces comme le Barramundi (Lates calcarifer), le Barbure à quatre doigts (Eleutheronema tetradactylum) ou encore le Saumon aveugle (Polydactylus macrochir) tandis que Pristis clavata n’est ciblé par aucune industrie de pêche légale,,. Comme cette espèce vit près de la côte ou des rives, qui sont des lieux où une grande partie de l’activité de la pêche se déroule, elle est fort susceptible de se faire attraper dans des filets de pêche. Malgré les règles obligeant de relâcher ces poissons, ils sont abandonnés sur les rives car ils sont compliqués à manipuler et à les démêler des filets à cause de leur rostre,,,,,,,.
En plus d’être abandonnés sur les rives, ces poissons peuvent aussi rentrer dans le commerce illégal. En effet, leurs nageoires et leur rostre peuvent être vendues, leur peau peut se transformer en cuir, leur foie procure de l’huile de foie qui peut servir dans la médecine traditionnelle chinoise toute comme leurs œufs. La chair de Pristis clavata est appréciée.

### Conservation/gestion
Afin de permettre sa conservation, Pristis clavata est protégé en Australie en vertu de la loi de 1999 sur la protection de l’environnement et la conservation de la biodiversité, la loi sur les pêches dans l’État de Queensland de 1994, la loi de 2000 sur les parcs du territoire et la conservation de la faune dans l’État du Territoire du Nord et par la loi de 1994 sur la gestion des ressources halieutiques dans l’État d’Australie occidentale.
De plus, le commerce international de tous les poissons-scies est interdit par la convention sur le commerce international des espèces menacées d’extinction (CITES). Cette espèce est aussi inscrite à l’annexe I et II de la convention des espèces migratrices,. L’Australie a mis en place des gestions spécifiques mettant en avant l’éducation sur les techniques de remise en liberté ainsi que pour la gestion spécifique de la pêche pour sensibiliser la population,.
Pour protéger les femelles reproductrices et leur progéniture, une fermeture saisonnière de la pêche a été mise en place en 1980 dans le golf de Queensland afin d’empêcher les prises accidentelles.

## Systématique
Le nom valide complet (avec auteur) de ce taxon est Pristis clavata Garman, 1906.